# Francesco Gaetano Caltagirone

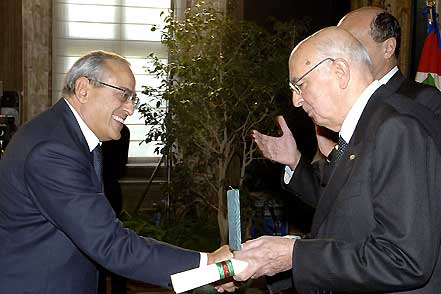
Francesco Gaetano Caltagirone (links)

Francesco Gaetano Caltagirone (* 2. März 1943 in Rom) ist ein italienischer Unternehmer.

## Leben
Am italienischen Medienunternehmen Caltagirone Editore hält Caltagirone die Kontrollmehrheit, wobei er in verschiedenen weiteren Unternehmen  Minderheitsanteile besitzt, darüber hinaus war bis zum 13. Januar 2022 Vizevorsitzender von Generali.
Caltagirone ist verheiratet und hat drei Kinder.